# サンマート (鳥取県)
株式会社サンマートは、鳥取県鳥取市に本社を置き、スーパーマーケット事業を行う企業である。

## 概要
- 2020年現在、鳥取県東部において、サンマート8店舗を営業中。
- かつて、1990年代から2000年代にかけてミニGMS「サントピア」業態としてサンバード（長崎屋と提携）やフードコートを設けていた店舗も存在したが、長崎屋の倒産もあって食品に特化したサンマート業態に変更している。

## 店舗

### サンマート
- 湖山店 - 3階建てで現在の事実上の本店（本部は2階3階）。マルイ湖山店向かい。
- 北園店 - 1989年から2004年まではサントピアだった。
- 南店 - 1991年まではサンマート桜谷店だった。Sマート桜谷店に隣接し、2008年にリニューアルした際にサントピア南店をサンマート南店に改称。
- 岩倉店 - 鳥取市に合併前の旧・岩美郡国府町エリア。2000年まで本社が付近に所在し、事実上の本店だった。
- 郡家店（八頭郡八頭町）
- 青谷店
- 岩美店
- 西店（スーパーモール鳥取内）
- 湯所店 - Sマート湯所店（2018年閉店）の跡地に新築された。

### 配送センター：加工センター
- 配送センター - 鳥取県東部に展開する各店舗の物流をスムーズに行う目的により設置。
- 加工センター - 惣菜の加工センターとして配送センター隣接に設置。

### かつて存在した店舗
（リニューアルによって消滅した店舗は除く）
- 江崎町店 - 創業の地。閉店後に建物は解体され、月極駐車場となっている。ただし企業ページでは移転して北園店と改称したことになっているが両店舗は大きく距離が離れている。
- 東店（けんこうランドショッピングセンター内） - 2019年8月31日閉店、2022年隣接する旧ナンバと共に建物を解体。- 跡地をトライアルカンパニー（株）が買い取り旧ナンバ跡地に店舗を建設、サンマート跡地は隣接する駐車場となった。

## 歴史
- 1914年（大正3年） 鳥取市江崎町で開業。
- 1953年（昭和28年） 有限会社岩崎商店となる。
- 1960年（昭和35年） スーパーマーケット方式店舗に改装、店名を岩崎フードセンターに改称（後のサンマート江崎（えざき）店）。
- 1967年（昭和42年） サンマート岩美（いわみ）店開店。
- 1972年（昭和47年） サンマート郡家（こおげ）店開店。
- 1978年（昭和53年） サンマート桜谷（さくらだに）店開店。
- 1980年（昭和55年） サンマート郡家店移転拡張開店。
- 1982年（昭和57年） サンマート岩倉（いわくら）店開店と同時にこの付近に本社（本部）を移転。
- 1984年（昭和59年） サンマート青谷（あおや）店開店。
- 1988年（昭和63年） 現社名に変更。
- 1989年（平成元年） サントピア北園（きたぞの）店開店と同時にサンマート江崎店閉店。
- 1992年（平成4年） サントピア南（みなみ）店開店と同時にサンマート桜谷店閉店。
- 1993年（平成5年） 配送センター開設。
- 1994年（平成6年） 加工センター開設。
- 1997年（平成9年） サンマート岩美店を移転増築、サントピア岩美店に店名変更。
- 1999年（平成11年） サンマート湖山（こやま）店開店。
- 2000年（平成12年） 本社（本部）所在地をサンマート湖山店の2階に移転。
- 2011年（平成23年） 丸合より営業譲渡を受けサンマート東（ひがし）店・サンマート西（にし）店をオープン。
- 2020年（令和2年） レストラン事業開始、サンマート湖山店内にLocal dining STORY'Sをオープン。